# 满洲国经济部
满洲国经济部是滿洲國的行政機關，長官稱為「總長」。
满洲国经济部大楼建于1939年，位于长春市朝阳区新民大街829号，由满洲国营缮需品局设计，是所谓“八大部”之一。
该建筑现由吉林大学中日联谊医院二部使用，至今基本保存完好。2013年3月，满洲国治安部作为“伪满皇宫及日伪军政机构旧址”的一部分，被定为全国重点文物保护单位。